# 1126 (szám)
Az 1126 (római számmal: MCXXVI) az 1125 és 1127 között található természetes szám.

## A szám a matematikában
A tízes számrendszerbeli 1126-os a kettes számrendszerben 10001100110, a nyolcas számrendszerben 2146, a tizenhatos számrendszerben 466 alakban írható fel.
Az 1126 páros szám, összetett szám, félprím. Kanonikus alakja 21 · 5631, normálalakban az 1,126 · 103 szorzattal írható fel. Négy osztója van a természetes számok halmazán, ezek növekvő sorrendben: 1, 2, 563 és 1126.
Az 1126 három szám valódiosztó-összegeként áll elő, ezek az 1168, 1492 és 2246.

## Csillagászat
- 1126 Otero kisbolygó